# Saint Paul Manor Apartments
El Saint Paul Manor Apartments es un edificio de apartamentos ubicado en 356 East Grand Boulevard en Detroit, Míchigan, en el Distrito Histórico de East Grand Boulevard. Fue incluido en el Registro Nacional de Lugares Históricos en 1999.

## Descripción
St. Paul Manor Apartments es una estructura art déco de ladrillo en forma de U de 4-1/2 pisos que contiene 36 apartamentos. Un local comercial se encuentra en el sótano. Las fachadas principales contienen paneles prefabricados de hormigón/piedra que se elevan desde una base pesada prefabricada y se extienden a toda la altura del edificio, rematados con arcos de medio punto. Estos paneles rodean cada abertura de ventana e incorporan medallones ornamentales y varios estilos de paneles decorativos en relieve. La entrada está en el centro del edificio, dentro de un vestíbulo de un piso saliente.

## Historia
Saint Paul Manor fue construido como un edificio de apartamentos de clase media alta en 1925. El edificio estaba totalmente ocupado en 1926. Sin embargo, los propietarios, Morris Rosenberg y Louis Kaplan, tuvieron problemas financieros en 1928 y tuvieron que vender el edificio a principios de 1929. El Saint Paul Manor sirvió como edificio de apartamentos durante toda su existencia. . Actualmente pertenece a Messiah Housing Corporation, que lo restauró en 1987. Messiah Housing también es propietario de los cercanos El Tovar Apartments y Kingston Arms Apartments.